# Letecká vojenská nemocnice
Letecká vojenská nemocnice v Košicích byla založena v roce 1858 a současný název nese od roku 1994. Od roku 2006 je akciovou společností se stoprocentní účastí slovenského státu.